# Swedish Medtech
Swedish Medtech är en branschorganisation som organiserar medicintekniska företag i Sverige. Organisationen grundades under namnet Sjukvårdens leverantörsförening (SLF) 1969. Branschorganisationen företrädde år 2020 omkring 180 olika företag verksamma inom tillverkning och distribution av medicintekniska produkter.
Föreningen arbetar bland annat med utbildningsverksamhet, rådgivning kring upphandling och regulatoriska frågor samt samverkan. Vd är Anna Lefevre Skjöldebrand och styrelseordförande är Helena Bragd, Becton Dickinson.
År 2007 tecknade Swedish Medtech ett avtal tillsammans med Sveriges läkarförbund och branschorganisationen Swedish Labtech som angav riktlinjer för kontakter mellan läkare och industrin. Organisationen deltog även tillsammans med flera andra branschorganisationer i förhandlingar med SKR om att möjliggöra utökad kvalitetskontroll genom att ge tillgång till sjukvårdens kvalitetsregister.
Swedish Medtech är medlem i det europeiska medicintekniska branschförbundet Medtech Europe.
Swedish Medtech är en av sponsorerna till Athenapriset för klinisk forskning.